# Microneta disceptra
Microneta disceptra är en spindelart som beskrevs av Crosby och Bishop 1929. Microneta disceptra ingår i släktet Microneta och familjen täckvävarspindlar.
Artens utbredningsområde är Peru. Inga underarter finns listade i Catalogue of Life.